# Boogarins
Boogarins es una banda brasileña de rock psicodélico formada en el 2012 en Goiânia, Brasil originalmente por Dinho Almeida, vocalista y guitarra rítmica y Benke Ferraz como guitarrista y compositor. Para completar el cuarteto, posteriormente, integraron la banda Hans Castro en la batería y Raphael Vaz en el bajo. En 2014, Ynaiã Benthroldo se unió al cuarteto sustituyendo a Hans.

## Historia
Boogarins se formó por Benke y Dinho, dos amigos de la infancia que se reunieron y grabaron un EP casero, hoy conocido como As Plantas Que Curam mientras cursaban el bachillerato. Luego de la creación de sus primeros temas, los Boogarins firmaron un contrato con la productora Other Music Recording Co., con As Plantas Que Curam como álbum debut, mismo que fue lanzado en 2013. Seguido de su segundo álbum musical Manual ou Guia Livre de Dissolução dos Sonhos en 2015.
Según experiencias de los primeros integrantes de Boogarins, el nombre de dicho grupo, se remonta a una flor de jazmín en Brasil, recuerdo de su infancia.
Después de su primer lanzamiento, la banda tocó en más de 70 conciertos en Europa, Estados Unidos y América Latina, a través de festivales como el South by Southwest, Texas y el Primavera Sound en Barcelona; así como en el Lollapalooza 2015 en Sao Paulo.
Después de esta larga gira, la banda grabó su nuevo disco, Manual, en España. Que tuvo su lanzamiento en CD, vinilo y plataformas digitales a finales de octubre en todo el mundo. El cual fue editado en Brasil, con el sello Stereo Mono / Skol Música y dirigido por Carlos Eduardo Miranda.

## Integrantes
- Fernando "Dinho" Almeida Filho - Vocalista y guitarra
- Benke Ferraz - Guitarrista
- Raphael Vaz Costa - Bajo
- Ynaiã Benthroldo - Baterista
- Gordon Zacharias - Mánager
- Fabrício Nobre - Booker latinoamericano

## Discografía

### Álbumes
- As Plantas Que Curam (2013)
- Manual ou Guia Livre de Dissolução dos Sonhos (2015)
- Sombrou DĀ˚Vida (2019)

### EP´s
- As Plantas Que Curam (2013)